# 大津呂ダム
大津呂ダム（おおつろダム）は、福井県大飯郡、二級河川・佐分利川水系大津呂川に建設されたダムである。
大津呂川の治水、おおい町への利水を目的としている。

## 沿革
- 2008年（平成20年）3月19日[1] - 本体工事着手
- 2012年（平成24年）
  - 1月 - 試験湛水開始
  - 3月23日[1] - 工事の完了
  - 5月 - 竣工[2]

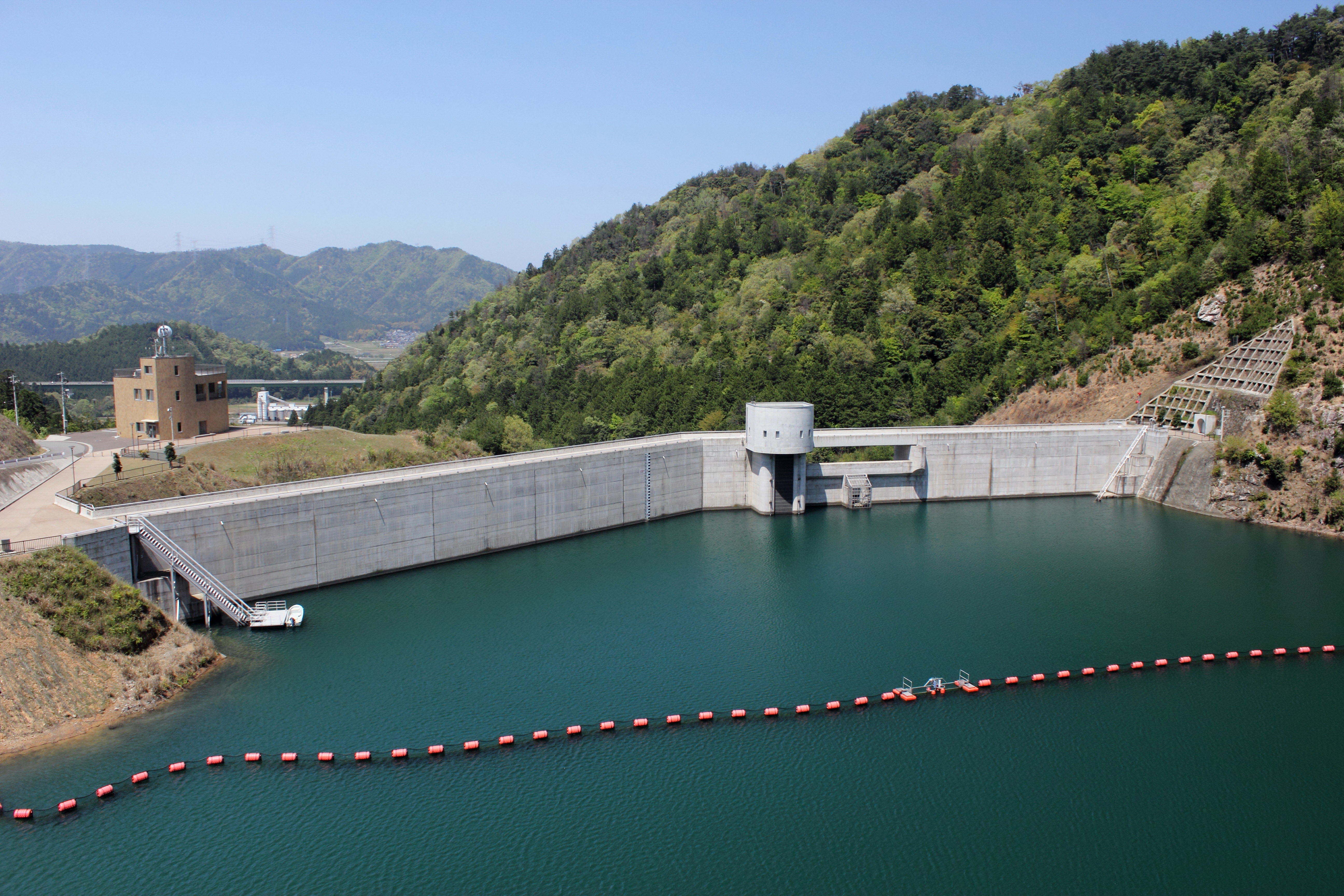
ダム湖

## 大津呂川
大津呂川はその源を飯盛山に発し、おおい町本郷で佐分利川に合流する流域面積4.75km2、流路延長約3.4kmの河川である。